# Bebirva
Bebirva – rzeka na Litwie, w okręgach tauroskim i kowieńskim, w rejonach jurborskim i rosieńskim. Lewy dopływ Šaltuony. Długość rzeki wynosi 34 kilometrów, a powierzchnia dorzecza 141 km². Źródło rzeki znajduje się w pobliżu wsi Visbarai. Wpływa do Šaltuony niedaleko miejscowości Lapgiriai.
Szerokość rzeki wynosi 5-7 metrów, głębokość 0,5-1,5 m. Średnia prędkość wynosi 0,1 m/s. Nachylenie rzeki wynosi 2 m/km, a średnia prędkość przepływu 1,1 m³/s. W dolnym biegu rzeki głębokość doliny rzeki wynosi 10 metrów.
W XIV wieku nad brzegiem rzeki istniał zamek Bebirvaitė.

## Dopływy
Lewostronne:
- Tošė
- Tolupis
- Gakštikas
- Bebirvytis
- Logupis
- Driūbinas

Prawostronne:
- Lendre
- Rudupelis
- Krioklė
- Rokklonis
- Lagyaronė
- Kartupis